# Морозиха (Нижегородская область)
Моро́зиха — деревня в составе Крутцовского сельсовета Ветлужского района Нижегородской области.
Располагается на правом берегу реки Ветлуги.
По данным на 1999 год, численность населения составляла 59 чел.